# Киев-303
Ки́ев-303 — миниатюрный (микроформатный) шкальный фотоаппарат, выпускавшийся на киевском заводе «Арсенал» с 1990 года.
Являлся рестайлинговой модификацией фотоаппарата «Киев-30» с изменённым внешним видом и другими значениями выдержек.

## Технические данные
- В фотоаппарате применяется 16-мм неперфорированная или перфорированная фото- или киноплёнка в пластмассовой кассете от фотоаппарата «Вега-2», внешне похожей на кассету типа 110. Кассета рассчитана на 25 кадров размером 13×17 мм. Обратная перемотка плёнки невозможна. Возможна в любое время смена кассеты, при этом засвечивалась только небольшая часть фотоплёнки (около 20 мм).
- Внутренний корпус — металлический, аналогичен корпусу фотоаппарата «Киев-30». Во внутреннем светонепроницаемом корпусе находится объектив, затвор, механизм перемотки плёнки. Во внешнем съёмном пластмассовом кожухе находится видоискатель, в транспортном положении кожух закрывает кнопку спуска, затвор, объектив и кольцо фокусировки. Взвод затвора и перемотка плёнки производится вдвижением-выдвижением внутреннего корпуса фотоаппарата в кожух.
- Затвор шторный, с горизонтальным движением металлических шторок. Расположен перед объективом. Затвор имеет постоянную щель, длительность выдержки регулируется изменением скорости движения шторок. По сравнению с камерой «Киев-30» изменены значения выдержек — 1/30, 1/60, 1/125 и 1/250 секунды (добавлена четвёртая выдержка). Во взведённом состоянии на шторке видна метка красного цвета. Установка выдержек — кольцом, выведенным на боковую стенку камеры.
- Счётчик кадров автоматический с ручной установкой в начальное положение при зарядке плёнки.
- Синхроконтакт отсутствует.
- Видоискатель рамочный, визирование возможно только при выдвинутом кожухе.
- Объектив «Индустар-М», просветлённый, относительное отверстие 1:3,5, фокусное расстояние 23 мм.
- Диафрагма двухлепестковая, с квадратным отверстием диафрагмы. Управление — кольцом, выведенным на боковую стенку камеры.
- Фотоаппарат комплектовался мягким чехлом и темляком. В комплект входил диск для наиболее распространённого в те годы односпирального фотобачка и рамка-вкладыш для фотоувеличителя.
- Штативное гнездо  отсутствует.

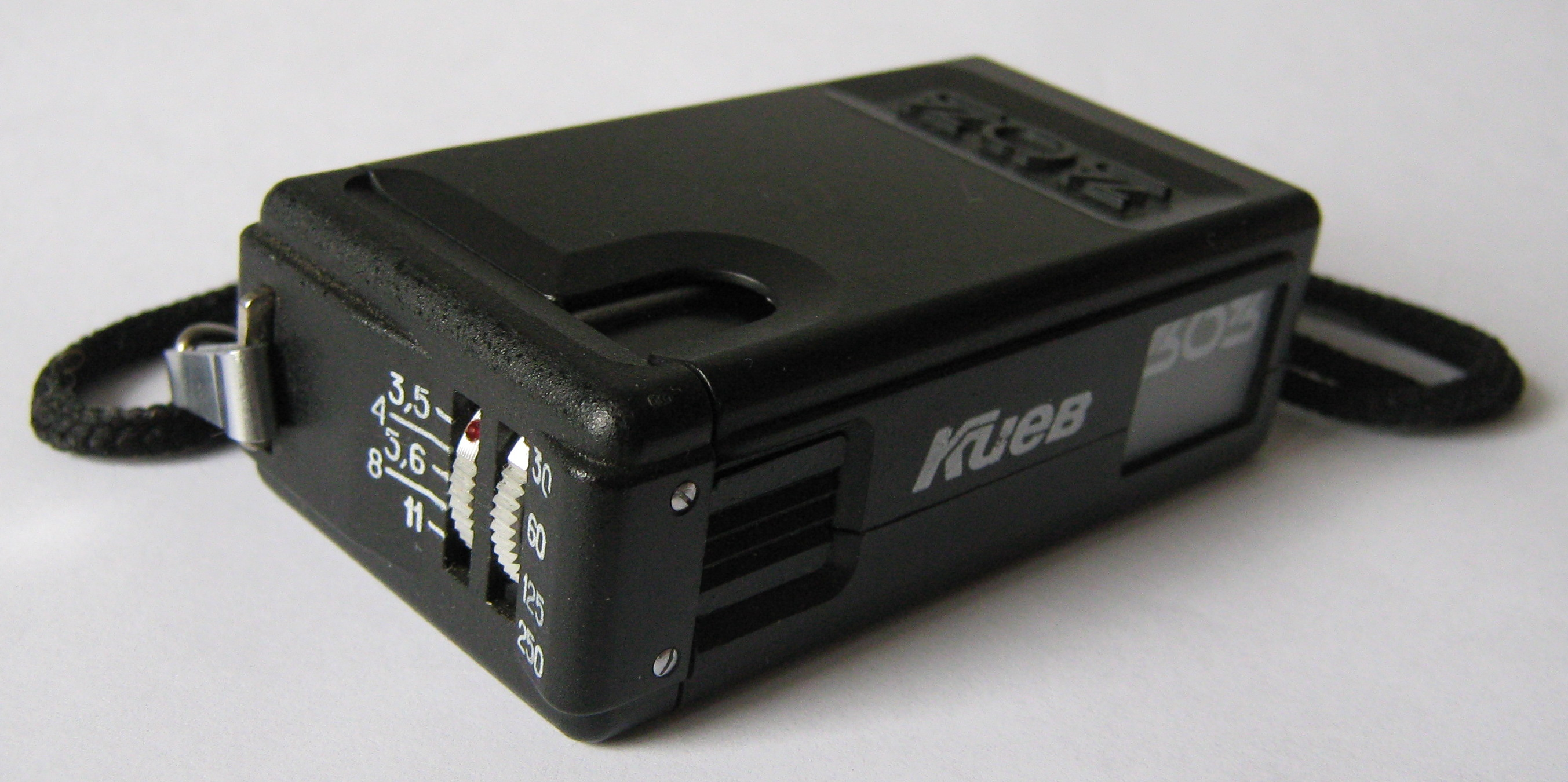
«Киев-303», в сложенном виде.
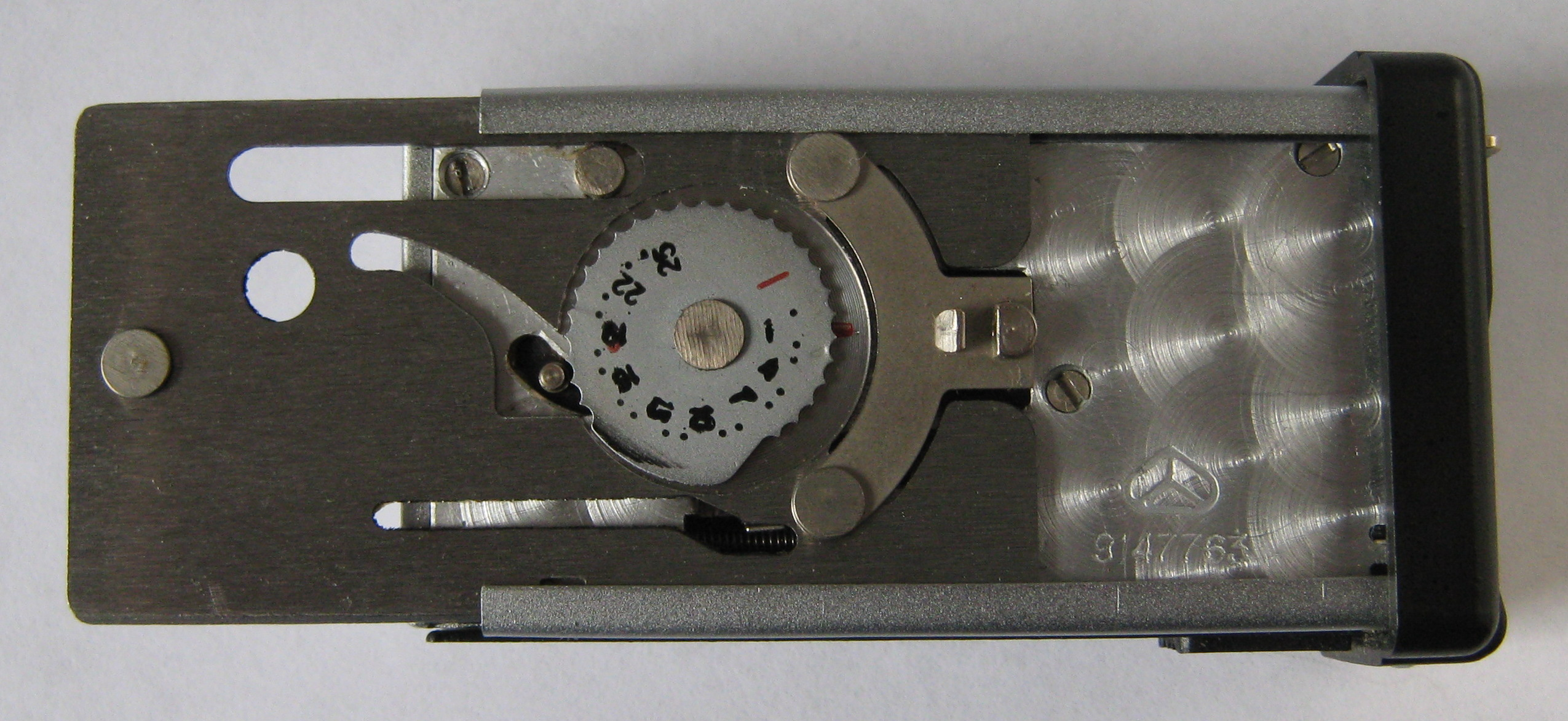
Счётчик кадров, кожух снят.
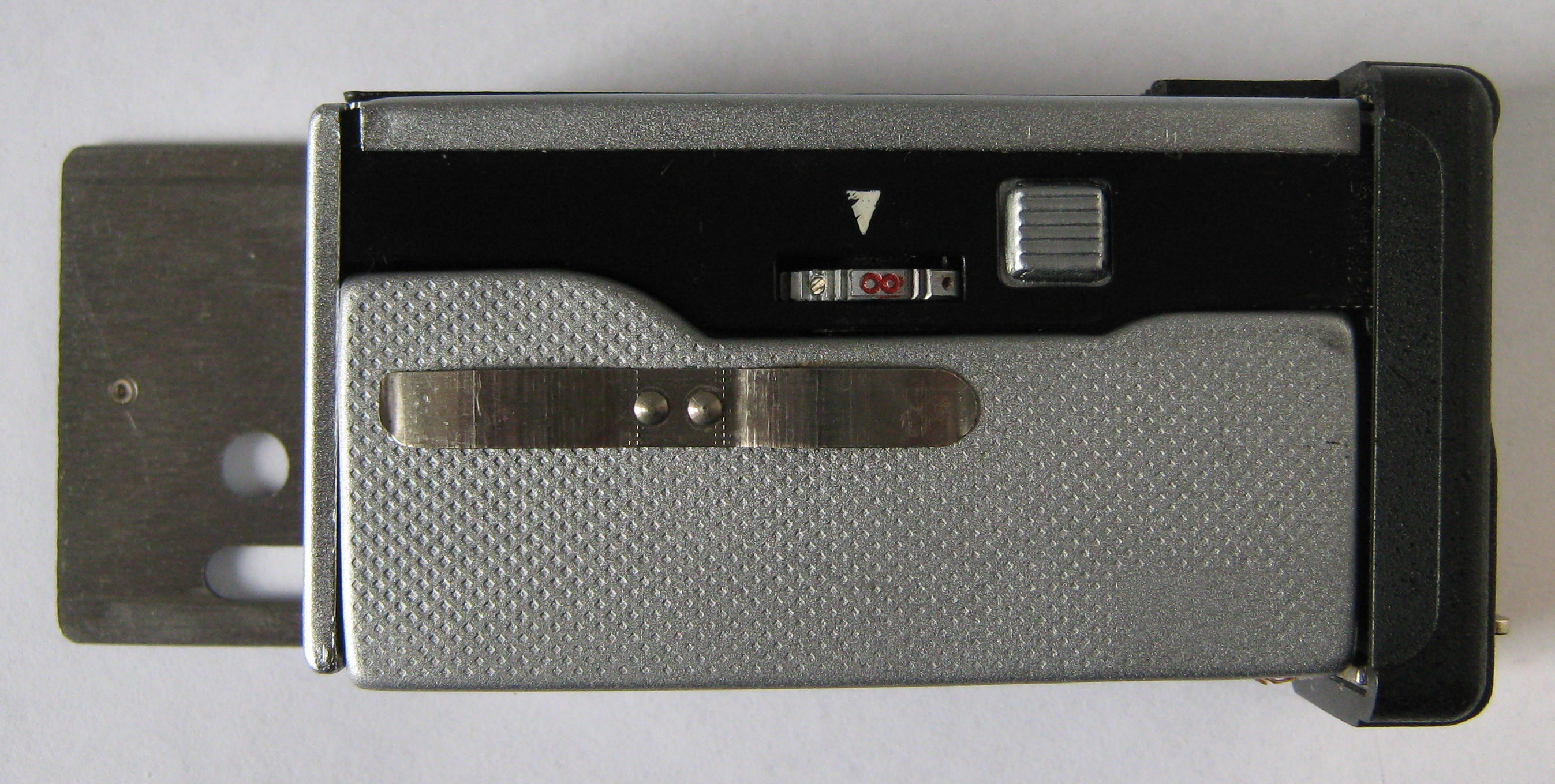
Шкала расстояний и кнопка спуска затвора, кожух снят.
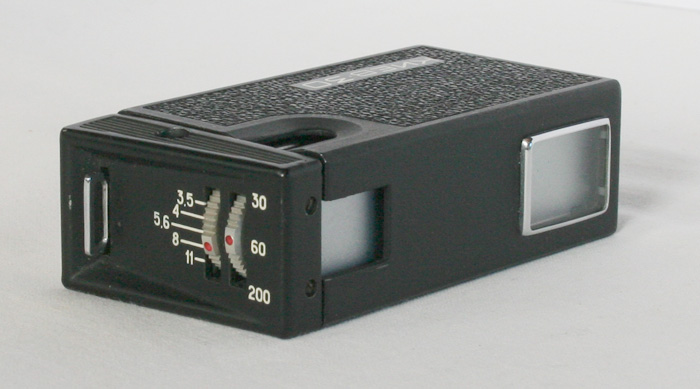
«Киев-30», предшествующая «Киеву-303» модель.